# فیلیپ تورنبول
فیلیپ تورنبول (انگلیسی: Philip Turnbull; ۷ آوریل ۱۸۷۹ – ۲۰ اکتبر ۱۹۳۰) بازیکن هاکی روی چمن اهل بریتانیا بود.